# (35588) 1998 HU80
1998 HU80 (asteroide 35588) é um asteroide da cintura principal. Possui uma excentricidade de 0.13608360 e uma inclinação de 6.25897º.
Este asteroide foi descoberto no dia 21 de abril de 1998, por LINEAR em Socorro.